# Ardipithecus ramidus
Ardipithecus ramidus (syn. Australopithecus ramidus; Ardipithecus ramidus ramidus) – gatunek wymarłego ssaka naczelnego z rodziny człowiekowatych (Hominidae) żyjącego w pliocenie na terenach Afryki. Najbardziej kompletne skamieniałości A. ramidus pochodzą z okolic wioski Aramis w Etiopii i liczą około 4,4 mln lat. Znaleziony tam szkielet młodej samicy nie przypomina budową szkieletu szympansa, goryla, ani innych naczelnych blisko spokrewnionych z człowiekiem. A. ramidus wykazywał cechy zarówno hominidów nadrzewnych, jak i pewną formę naziemnej dwunożności, bardziej prymitywną niż występująca u Australopithecus. Żył prawdopodobnie głównie w lasach. Był stworzeniem dwunożnym, miał chwytne stopy, stosunkowo niewielką czaszkę – objętość puszki mózgowej wynosiła 300–350 cm³. Wiele cech budowy czaszki występowało także u Sahelanthropus, dowodząc, że czaszki środkowoplioceńskich hominidów znacząco różniły się od tych u australopiteków oraz współczesnych małp. Odnaleziono ponad 145 zębów Ardipithecus ramidus – ich budowa sugeruje, że hominid ten był prawdopodobnie wszystkożercą lub owocożercą. Samica miała około 120 cm wzrostu i ważyła 50 kg.